# Federico Pieri
Federico Pieri (Pesaro, 16 giugno 1970) è un ex cestista e allenatore di pallacanestro italiano.

## Carriera

Pieri nel 2002-03 al Roseto Basket

Cresciuto nelle giovanili della Scavolini Pesaro, dopo una prima apparizione a referto nella stagione 1987-88 (quella dello scudetto), fece il suo esordio nel massimo campionato nella stagione successiva ed entrò nei 10 nella stagione 1989-90, andando a referto persino nella finale contro Varese.
Scese poi in B1 a Gorizia e Porto San Giorgio nelle due successive stagioni, per tornare tra i professionisti nel 1992 con la casacca della Fortitudo Bologna, in Serie A2: ora Federico è un fatto e finito, che fa della grinta e della fisicità il suo marchio di fabbrica. Chiude la stagione con 11,5 punti di media in quasi 27' di gioco e la vittoria dei play-out con conseguente promozione in Serie A1. Cifre che confermò anche nella stagione successiva, sempre in A2 con la Teorematour Milano, dove venne però svincolato in gennaio.
Tornò a Pesaro per le due stagioni seguenti dove si affermò definitivamente, divenendo il play-maker titolare della compagine marchigiana e guadagnandosi anche la convocazione in Nazionale. Nel 1995 arrivò infatti quinto agli Europei con l'Italia di Ettore Messina. Nell'estate del 1996, dopo un buon campionato, non fu confermato da Pesaro e trovò un accordo con il Panionios: fu uno dei primissimi atleti italiani ad andare a cercare fortuna all'estero dopo la rivoluzionaria sentenza Bosman. Rimase nel campionato greco anche nel 1997-98 con il PAOK Salonicco.
Tornò poi in Italia dove giocò per Roseto e Udine, con cui conquistò la promozione in A1. Svincolato da Udine dopo un'operazione in atroscopia al ginocchio sinistro, disputò gran parte della stagione 2001-02 con il Basket Rimini Crabs in Legadue. L'anno seguente ritornò a Roseto in A1 per poi passare a dicembre nella vicina Teramo in Legadue dove conquistò la sua terza promozione in Serie A.
Fu questa l'ultima apparizione di Pieri nel campionato professionistico: la sua carriera proseguì nel dilettantismo, prima in Serie B1 a Veroli e nuovamente nella natia Scavolini Pesaro da capitano (dando il suo contributo alla promozione in Legadue ed alla conquista della Coppa Italia di Serie B), Stamura Ancona e Casalpusterlengo dove vinse, per il secondo anno consecutivo la Coppa Italia; poi in Serie B2 ad Atri e Scauri dove nel giugno 2011 ha chiuse la carriera in B Dilettanti.
Dal maggio 2011 fu il nuovo coach (Allenatore Nazionale) di Scauri, dove mantenne anche l'incarico di general manager che ricopriva già da una stagione mentre era ancora in attività sul campo.
Insieme allo staff (Giovanni Di Rocco, Nicola e Giuseppe Santoro) che aveva costituito a Scauri, nel giugno 2012 fondò il Formia Basketball ASD.
Rientrato a Pesaro con la famiglia, cominciò ad allenare nel settore giovanile della Victoria Libertas Pesaro e svolse il ruolo di Istruttore Minibasket con i Bees di Pesaro.

## Palmarès

### Giocatore
- Campionato italiano: 2

Pesaro: 1987-88, 1989-90
- Serie A2 / Legadue: 3

Fortitudo Bologna: 1992-93
Udine: 1999-2000
Teramo: 2002-03
- Serie B d'Eccellenza: 1

Pesaro: 2005-06
- Coppa Italia di Serie B d'Eccellenza: 2

Pesaro: 2006
Casalpusterlengo: 2007